# Mohamed Naceur
Pour les articles homonymes, voir Naceur.
Ne doit pas être confondu avec Mohamed Ennaceur ou Mohamed Ennacer Latrèche.
Mohamed Naceur, de son nom complet Mohamed Naceur Ammar, né le 14 janvier 1957 à Dar Chaâbane, est un ingénieur et homme politique tunisien. Il est ministre des Technologies de la communication entre 2010 et 2011.

## Biographie

### Études
Mohamed Naceur est diplômé d'un doctorat en génie des procédés de l'École nationale supérieure des mines de Paris (où il devient ingénieur civil des mines) et de l'École polytechnique (France).

### Carrière professionnelle
Il commence à travailler comme maître-assistant associé, aux Mines, puis comme maître de conférences et directeur des études au sein de l'Institut préparatoire aux études scientifiques et techniques de Tunisie (IPEST).
En 1998 à 2004 et de 2007 à 2010, il est directeur de l'École supérieure des communications de Tunis.

### Carrière politique
Mohamed Naceur est ministre des Technologies de la communication, entre 2010 et 2011, dans le premier gouvernement Ghannouchi, jusqu'à la révolution de 2011. Sa secrétaire d'État est Lamia Chafei Seghaier.